# Distretto di Moudon
Il distretto di Moudon è stato un distretto del Canton Vaud, in Svizzera. Confinava con i distretti di Oron a sud, di Echallens a ovest, di Yverdon a nord-ovest, di Payerne a nord e con il Canton Friburgo (distretti di Broye a nord e di Glâne a est). Il capoluogo era Moudon.
In seguito alla riforma territoriale entrata in vigore nel 2008 il distretto è stato soppresso e i suoi comuni sono entrati a far parte dei distretti di Gros-de-Vaud e Broye-Vully.
Amministrativamente era diviso in 3 circoli e 32 comuni:

## Lucens
- Brenles
- Chesalles-sur-Moudon
- Cremin
- Curtilles
- Denezy
- Dompierre
- Forel-sur-Lucens
- Lovatens
- Lucens
- Neyruz-sur-Moudon
- Oulens-sur-Lucens
- Prévonloup
- Sarzens
- Villars-le-Comte

## Moudon
- Bussy-sur-Moudon
- Chavannes-sur-Moudon
- Hermenches
- Moudon
- Rossenges
- Syens
- Vucherens

## Saint-Cierges
- Boulens
- Chapelle-sur-Moudon
- Correvon
- Martherenges
- Montaubion-Chardonney
- Ogens
- Peyres-Possens
- Saint-Cierges
- Sottens
- Thierrens
- Villars-Mendraz